# Гуляев, Андрей Владимирович
Андре́й Влади́мирович Гуля́ев (20 мая 1904, Самарская губерния, Бугульминский уезд, Кузайнакская волость, Шешминское лесничество (по советскому территориальному делению — Татарская АССР, Бугульминский район, Шешминское лесничество) — 19 апреля 1984, Москва) — выдающийся советский хирург, педагог, заслуженный деятель науки РСФСР, заведующий кафедрой хирургических болезней педиатрического факультета 2-го Московского медицинского института, профессор. Награждён двумя орденами Ленина, орденом Трудового Красного Знамени, орденом Красной Звезды, медалями.

## Семья
Отец — Владимир Авенирович Гуляев (1868—1924 гг.) — лесничий.
Мать — Елизавета Константиновна Гуляева (1878—1958 гг.).
Сестры — Валентина Владимировна, Ольга Владимировна.
Супруга — Зоя Матвеевна Гуляева (Гаврина)(1909 г. р.)- врач-эпидемиолог.
Дети:
Владимир Андреевич (1935 г. р.) — искусствовед,
Ольга Андреевна (1940 г. р.) — врач-анестезиолог,
Анна Андреевна (1948 г. р.) — врач-лаборант,
Андрей Андреевич (1951 г. р.) — врач-хирург, доктор медицинских наук, профессор.

## Образование и профессиональная деятельность
До 1917 года учился в Смоленской гимназии (в настоящее время Смоленская гимназия им. Н. М. Пржевальского). С 1918 года — продолжил обучение в течение 1,5 лет на рабочих курсах.
В 1920 году поступил на организованный в этом же году медицинский факультет Смоленского университета (в настоящее время Смоленская государственная медицинская академия).
В 1922 году, в связи с переездом родителей в Москву, перевелся на медицинский факультет 2-го Московского университета (позднее- 2-й Московский Ордена Ленина Государственный Медицинский Институт им. Н. И. Пирогова, в настоящее время Российский Государственный Медицинский Университет).
С 1925 года обучался в клинической ординатуре в хирургической клинике 2-го Московского университета, руководимой в то время Борисом Соломоновичем Вейсбордом.
В дальнейшем для обучения в аспирантуре перешел на кафедру факультетской хирургии того же ВУЗа, руководимой Сергеем Ивановичем Спасокукоцким.
После окончания аспирантуры в течение 2-х лет трудился на легендарной Магнитке (Магнитострой), где он одновременно был заведующим хирургическим отделением Центральной магнитогорской больницы, заведующим поликлиникой, заведующим травматологическим сектором Института социалистического здравоохранения. В это же время выполнял обязанности прозектора, судебного медика, преподавал в медицинском техникуме.
В 1933 году возвратился в Москву, где до 1941 года работал в клинике факультетской хирургии, руководимой Сергеем Ивановичем Спасокукоцким.
В 1935 году по совокупности работ ему присуждается ученая степень кандидата медицинских наук, в 1937 — звание приватдоцента.
С 1941 по 1945, в годы Великой Отечественной войны, работал в должности начальника хирургического отделения сводного эвакогоспиталя, а затем Центрального клинического санатория Вооруженных сил СССР. Хорошие организаторские способности позволили ему создать крупное хирургическое отделение, возглавить его и быть ведущим хирургом до самого конца войны.
В ноябре 1945 года, после демобилизации, вернулся в клинику факультетской хирургии 2-го Московского медицинского института.
В 1947 году успешно защитил докторскую диссертацию на тему «Острая кровопотеря». В том же году был утвержден в звании профессора.
С 1947 по 1950 год А. В. Гуляев работал заместителем директора по научной части Центрального института гематологии и переливания крови и одновременно руководил хирургической клиникой института.
В 1950 году А. В. Гуляев вновь вернулся в клинику факультетской хирургии 2-го Московского медицинского института, с которой была связана его научно-практическая деятельность, и где он прошел путь от аспиранта до профессора.
С 1952 года Андрей Владимирович утвержден по конкурсу на должность заведующего кафедрой госпитальной хирургии (ныне кафедра хирургических болезней) педиатрического факультета 2-го Московского медицинского института, которой он бессменно руководил до 1976 года. Одно из основных направлений научной деятельности кафедры в 1952—1963 гг. — хирургическое лечение заболеваний сердца и легких. А. В. Гуляев первым в СССР осуществил внутрисердечное вмешательство — вальвулотомию при стенозе устья легочной артерии (1952). Руководимая им клиника одной из первых включилась в разработку различных вопросов хирургического лечения приобретенных пороков сердца. В клинике было проведено 300 операций на сердце и свыше 100 операций на легких. Другим важным направлением научной работы клиники явилась хирургия печени, желчных путей и поджелудочной железы. Исследования клиники по проблеме заболеваний печени и поджелудочной железы обобщены в 22 публикациях в периодической и специальной литературе, в 16 докладах и сообщениях на съездах, конференциях и обществах, а также в сборнике работ сотрудников кафедры под редакцией А. В. Гуляева «Частные вопросы хирургии внепеченочных желчных путей и поджелудочной железы» (1969). В других работах клиники затрагивались вопросы лечения трофических язв с применением ультразвука и кожной пластики, изучались осложнения при остром аппендиците, применение антибиотиков при хирургических заболеваниях и др.
В 1976 году перешел на должность профессора-консультанта этой кафедры, отдавая все свои силы и опыт работе клиники до самой своей смерти 19 апреля 1984 года.
В течение длительного времени совмещал работу на кафедре с должностью заместителя главного хирурга 4-го Главного управления Министерства здравоохранения СССР.
Андрей Владимирович был членом президиума правления Всероссийского общества хирургов, членом правления Всесоюзного общества хирургов, действительным членом международного общества хирургов, почетным членом Московского хирургического общества, Хирургического общества Пирогова (Ленинград), Саратовского областного хирургического общества им. С. И. Спасокукоцкого, членом редакционной коллегии журнала «Грудная хирургия» со времени его основания в 1959 году.
с 1968 по 1974 годы (в течение 3-х созывов) являлся председателем Хирургического общества Москвы и Московской области и, по праву, до сих пор считается одним из лучших его председателей.
Скончался 19 апреля 1984 года.

## Премии и награды
2 ордена Ленина
Орден Трудового Красного Знамени
Орден Красной Звезды